# Urodziny

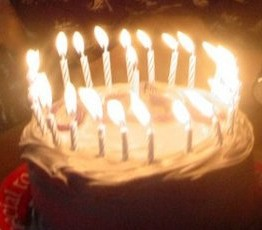
Tort urodzinowy

Urodziny – zwyczaj świątecznego obchodzenia (czasami hucznego) rocznicy dnia, w którym ktoś się urodził. Zwykle wiąże się ze składaniem życzeń i wręczaniem prezentów solenizantowi (osobie obchodzącej urodziny).
Tradycyjnym elementem obchodów urodzin w kulturze europejskiej jest tort urodzinowy, który ozdobiony jest specjalnymi świeczkami w liczbie odpowiadającej wiekowi solenizanta, który zwykle zdmuchuje świeczki, najlepiej wszystkie naraz. Innym zwyczajem jest śpiewanie na cześć solenizanta specjalnej rytualnej pieśni: w Polsce jest to „Sto lat”.
Urodziny niektórych postaci historycznych bywają obchodzone jako święta.
Tort urodzinowy, ozdobiony świeczkami, nawiązuje do pogańskiego zwyczaju składania życzeń bogom. Życzenia te miały do nich ulatywać w płomieniach świec, stąd składanie życzeń, a następnie zdmuchiwanie świeczek.
Zwyczaj zapalania świec na ciastach rozpoczął się od Greków. Na ołtarzach świątyni Artemidy umieszczano okrągłe jak księżyc ciasteczka miodowe i oświetlone stożkami. Świeczki urodzinowe, w wierzeniach ludowych, są obdarzone szczególną magią spełniania życzeń.